# Дитрих III фон Васербург
Дитрих III фон Васербург (на немски: Dietrich III Graf von Wasserburg; † ок. 25 януари 1206) е благордник от род Васербург, граф на Фихтенщайн (в Долна Бавария), граф на Васербург (1171) в Горна Бавария, 3-ти халфграф на солница (1185), граф на Кройценщайн (1190) в Долна Австрия.

## Произход и наследство
Той е син на граф Енгелберт фон Васербург († 1161), граф на Фихтенщайн (1156), халфграф в Райхенхал (1159), на Васербург (1166), хорхер в манастир Райхерсберг (1169), и втората му съпруга Хедвиг фон Формбах-Фихтенщайн († 1170), единствената дъщеря на граф Дитрих II фон Формбах († 1145) и Аделхайд Австрийска († 1120), дъщеря на маркграф Луитполд II фон Бабенберг († 1096) и Ита фон Рателберг († сл. 1101). Внук е на граф Гебхард I фон Дисен, халграф на Райхенхал († 1102), и Рихарда фон Спонхайм († ок. 1130).
Сестра му Ирмгард е омъжена ок. 1120 г. за граф Адолф IV фон Берг († сл. 1161/65) Сестра му Кунигунда († 1005) е омъжена за граф Егино III фон Урах († 1180).
Фамилията фон Васербург изчезва (ultimus familiae). Наследството отива чрез наследствен договор на баварския херцог Ото II Светлейши Вителсбах (1206 – 1253).

## Фамилия
Дитрих III фон Васербург се жени пр. 1178 г. за Хайлика I фон Вителсбах († ок. 9 октомври 1200), дъщеря на баварския херцог Ото I фон Вителсбах († 1183) и графиня Агнес фон Лоон († 1191). Те имат децата:
- Конрад фон Васербург († 28/29 януари 1259, замък Офенбург, Щирия), граф на Васербург, халфграф, 1217 г. фогт на Рот ам Ин, женен пр. 17 август 1223 г. за графиня Кунигунда фон Хиршберг († сл. 2 февруари 1249), вдовица на граф Бертхолд III фон Боген (* ок. 1190; † 12 август 1218), дъщеря на граф Гебхард II фон Хиршберг († сл. 1232) и Агнес фон Труендинген († сл. 1232)
- Матилда († сл. 1237), омъжена I. за граф Фридрих II фон Хоенбург († 15 май 1209), II. сл. 15 май 1209 г. за маркграф Диполд VII фон Хоенбург († 26 декември 1225), III. за Диполд VI фон Фобург († 21 октомври 1185?)
- Хедвиг († 1228), омъжена I. за Хайнрих фон Ваксенберг-Гризбах († 6 октомври 1221), II. за Ото V фон Ленгбах († 1235)
- Ото фон Волфратсхаузен († 1 юли 12??, умира млад)
- Аделхайд († сл. 1227), омъжена за Гебхард фон Тьолц
- дъщеря († сл. 1227)